# Cantó de Montargis
El cantó de Montargis és un cantó francès del departament de Loiret, situat al districte de Montargis. Compta amb el municipi de Montargis.

## Municipis
- Montargis

## Història
| Data d'elecció                           | Identitat        | Partit                     | Qualitat |
| ---------------------------------------- | ---------------- | -------------------------- | -------- |
| 1945-1949                                | Maurice Meunier  | UDSR, després SFIO         |          |
| 1949-1954                                | Jean Viscardi    | RPF, després divers droite |          |
| 1954-1967                                | Robert Szigeti   | radical                    |          |
| 1967-1973                                | Max Nublat       | PCF                        |          |
| 1973-1979                                | Gérard Bouche    | Divers droite              |          |
| 1979-1985                                | M. Raynaud       | RPR                        |          |
| 1985-1998                                | Michel Brisson   | RPR                        |          |
| 1998-2004                                | Max Nublat       | PCF                        |          |
| 2004-                                    | Viviane Jehannet | UMP                        |          |
| les dades anteriors no són pas conegudes |                  |                            |          |
|                                          |                  |                            |          |

## Demografia
| A partir de 1990: Població sense dobles comptes |